# Девочка ищет отца
«Девочка ищет отца» — советский фильм режиссёра Льва Голуба, снятый на киностудии Беларусьфильм в 1959 году по одноимённой пьесе Евгения Рысса, переработанной позднее писателем в повесть с тем же названием.

## Сюжет
Фильм о маленькой дочке партизанского командира батьки Панаса, которая во время Великой Отечественной войны осталась одна на белорусской земле, оккупированной гитлеровцами. Девочку в лесном домике укрывает старый лесник, гитлеровцы ищут её, надеясь использовать Леночку в качестве заложницы. Внук погибшего лесника — Янка, рискуя собственной жизнью, спасает дочь партизана от фашистов. Приключения, связанные с освобождением из гестапо 4-летней девочки, легли в основу фильма.

## В ролях
| Актёр                 | Роль                                                                          |
| --------------------- | ----------------------------------------------------------------------------- |
| Анна Каменкова        | Лена                                                                          |
| Владимир Гуськов      | Янка, внук лесника                                                            |
| Николай Бармин        | батька Панас, командир партизанского отряда, секретарь райкома партии Микулич |
| Владимир Дорофеев     | лесник                                                                        |
| Анна Егорова          | Прасковья Ивановна                                                            |
| Евгений Григорьев     | Константин Львович, фельдшер                                                  |
| Константин Барташевич | Гюнтер, немецкий комендант г. Запольска                                       |
| Борис Кудрявцев       | начальник полиции Булай                                                       |
| Евгений Полосин       | староста                                                                      |
| Иван Шатило           | комиссар партизанского отряда                                                 |
| Геннадий Мичурин      | полковник СС                                                                  |
| Виктор Уральский      | партизан Володя                                                               |
| Нина Гребешкова       | Анечка, внучка Прасковьи                                                      |
| В. Буевич             | эпизод                                                                        |
| Алевтина Румянцева    | медсестра                                                                     |
| Г. Вовула             | эпизод                                                                        |
| Николай Головин       | эпизод                                                                        |
| Татьяна Бейнерович    | Нюша, шепелявящая девочка                                                     |
| Юрий Алифанов         | Петрусь                                                                       |

## Награды и призы
- Специальная премия Анне Каменковой за лучшую детскую роль на Международном кинофестивале в Мар-дель-Плата (Аргентина, 1960).
- 2-я премия фильму, приз «Золотая пластина» художнику Юрию Булычёву на ІІ Международном кинофестивале фильмов о семье в Виченце (Италия, 1965).

## Места съёмок
Фильм снимали в городе Мозырь и его окрестностях в 1958 году.